# Захаров, Иван Никитович
Ива́н Ники́тович Заха́ров (1879, Семёново, Московская губерния — 1960, Москва) — русский революционер и советский партийный деятель.

## Биография
Родился в 1879 году в селе Семёнове Московской губернии. После окончания церковно-приходской школы в родном селе переехал в Москву, где поступил на вечерние курсы технического рисования при Строгановском училище, которые окончил в 1904 году, получил звание художника художественного промысла по ткацкому отделению. После окончания курсов устроился на работу на текстильную фабрику Морозова. Одновременно с этим обучался в Народном университете имени Шанявского, где познакомился с членом Российской социал-демократической рабочей партии (РСДРП) И. П. Пародней — рабочим из села Кулебаки Ардатовского уезда Нижегородской губернии, который пригласил Захарова переехать в Кулебаки. Принял предложение и устроился на работу преподавателем графики и рисования Кулебакского коммерческого училища. В 1914 году Захаров сам вступил в РСДРП и организовал революционный кружок из числа учащихся. Одновременно с этим он занимался партийной пропагандой среди рабочих Кулебакского металлургического завода. После Февральской революции 1917 года был избран председателем Кулебакского революционного комитета. Участвовал в разработке плана развития народного образования. В 1918 году, после начала Гражданской войны вместе с 22 членами своего кружка вступил в Рабоче-крестьянскую Красную армию, принимал участие в боевых действиях в районе Москвы. Затем — член политотдела 1-й армии Восточного фронта. В 1921 году вернулся в Москву, занимался коммунистической пропагандой. С 1929 по 1933 годы — председатель комиссии по чистке Коммунистической партии. В дальнейшем занимался партийной работой. Умер в Москве в 1960 году, похоронен там же.